# Deighton
Deighton is een civil parish in het bestuurlijke gebied City of York, in het Engelse graafschap North Yorkshire met 291 inwoners.